# Gömöri György (irodalomtörténész)
Gömöri György (külföldön: George Gomori) (Budapest, 1934. április 3. –) magyar–angol irodalomtörténész, költő, műfordító, egyetemi tanár.

## Életpályája
Szülei: Gömöri Lajos és Fehér Rózsa voltak. 1953–1956 között az ELTE BTK magyar–lengyel szakos hallgatója volt. 1956-ban a Petőfi Kör tagja lett. 1956 októberétől novemberig az Egyetemi Ifjúság szerkesztője volt.
1956 novemberétől külföldön él. 1957–1962 között az Oxfordi Egyetemen tanult. 1963–1964 között a berkeleyi Kaliforniai Egyetem lengyel és magyar tanára volt. 1964–1965 között kutatóként dolgozott a Harvard Egyetemen. 1965–1969 között az angliai Birminghami Egyetem kelet-európai kutatóintézetében, 1969–2001 között pedig Cambridge-ben tanított lengyel és magyar irodalmat.
1969-től a World Literature Today szerkesztőbizottsági tagja. 1970 óta a Darwin College tagja, 2001-től nyugalmazott tagja. 1971–2003 között a Comparative Criticism szerkesztőségi tagja volt.  1994 óta a Bécsi Napló szerkesztőbizottsági tagja. 2008 óta a Rotary irodalmi díj kuratóriumának elnöke.

## Munkássága
1973-ban Nagy László és József Attila, 1979-ben és 2003-ban Radnóti Miklós, 1991-ben és 1999-ben Petri György, 1996-ban és 1998-ban saját, Clive Wilmerrel angolra fordított verseinek gyűjteményeit szerkesztette. 1996-ban Szirtes Györggyel modern magyar költők angol nyelvű antológiáját szerkesztette. Magyarra fordította: Zbigniew Herbert, Czesław Miłosz és Clive Wilmer verseit.

## Művei
- Virág-bizonyság; Otthon, London, 1958
- The Hungarian Literary Scene 1957-1959 (1959)
- Hajnali úton; Poets and Painters Press, London, 1963
- Polish and Hungarian Poetry from 1945 to 1956 (1966)
- New Writing of East Europe (antológia, szerkesztette Charles Newmannel, 1968)
- Új égtájak. 1956 óta idegenben élő költők versei (szerkesztette Juhász Vilmossal, 1969)
- Átváltozások (versek, 1969)
- Cyprian Norwid (tanulmány, 1974 és 1989)
- Levél hanyatló birodalomból. Versek; Aurora, München, 1976 (Aurora könyvek)
- Az ismeretlen fa. Modern lengyel versek antológiája (szerkesztette, 1978)
- Homage to Mandelstam (lírai antológia, szerkesztette Richard Burnsszel, 1981)
- Nyugtalan koranyár (versek, 1984)
- Angol–magyar kapcsolatok a XVI–XVII. században (1989)
- Búcsú a romantikától. Válogatott versek; Magvető, Budapest, 1990
- Nyugatról nézve (tanulmányok, 1990)
- Erdélyiek és angolok (tanulmányok, 1991)
- Angol és skót utazók a régi Magyarországon (szerkesztette, 1994)
- Egy szigetlakó feljegyzéseiből (esszék, 1996)
- My Manifold City (versek, 1996)
- Őszi magánbeszéd (versek, 1997)
- A bujdosó Balassitól a meggyászolt Zrínyi Miklósig (1999)
- "Jöjj el, szabadság". Írások a XX. századi magyar költészetről (1999)
- Váltott hangokon (versek, 2000)
- Magnetic Poles (2000)
- A tél illata (versek, 2003)
- Erdélyi merítések (tanulmányok, esszék, 2004)
- Versek Marinak (versek, 2006)
- Az én forradalmam (2006)
- Ez, és nem más (válogatott versek, 2007)
- George Gömöri: Polishing October (vers); Shoestring Press, Beeston, 2008
- Kultúránk követei a régi Európában; EditioPrinceps, Budapest, 2009
- A száműzetés kertje. Újabb versek; Korunk–Komp-Press, Kolozsvár, 2009
- Lapszéli jegyzetek Londonból. Tárcák, esszék; Concord Media Jelen, Arad, 2010 (Irodalmi jelen könyvek)
- Békássy Ferenc szerelmes levelei. Balogi Virág fordításában; szerk. Gömöri György, Weiner Sennyey Tibor; Aranymadár Alapítvány, Budapest–Zsennye, 2013
- George Gömöry: Polish swan triumphant. Essays on Polish and comparative literature from Kochanowski to Norwid; Cambridge Scholars, Newcastle upon Tyne, 2013
- Rózsalovaglás. Újabb versek; Pro Pannonia, Pécs, 2014 (Pannónia könyvek)
- A rejtőzködő Balassi; Komp-Press–Korunk, Kolozsvár, 2014 (Ariadné könyvek)
- Magyar-lengyel változatok. Esszék, vázlatok, emlékezések; Pro Pannonia, Pécs, 2016 (Pannónia könyvek)
- Az ajtó monológja; Orpheusz, Budapest, 2017
- Erdélyi arcok; Bookart, Miercurea Ciuc, 2018
- Magyar "apostol" Angliában. Tanulmányok és versek Békássy Ferencről; Savaria University Press, Szombathely, 2020
- Elvándorlók és elvágyódók. Esszék, tanulmányok; Savaria University Press, Szombathely, 2021
- Alkonyi séta; Tipp-Cult, Budapest, 2022
- Soknyelvű életem. Savaria University Press, Szombathely, 2024

## Műfordításai
- Karácsonyi csillag. Paszternák kései versei (Sulyok Vincével, 1965)
- Attila József: Selected Poems and Texts (1973)
- László Nagy: Love of the Scorching Wind (1973)
- Miklós Radnóti: Forced March. Selected Poems (Clive Wilmerrel, 1979)
- Polscy poeci o węgierskim październiku (1986)
- Wiktor Woroszylski: A határ átlépése (2013)

## Díjai, kitüntetései
- Jurzykowski-díj (1972)
- ZAIKS-díj (1987)
- Salvatore Quasimodo-emlékdíj (1993)
- Nagy Imre-emlékplakett (1993)
- Ada Negri Költői Díj (1995)
- A Magyar Köztársasági Érdemrend tisztikeresztje (1996)
- Pro Cultura Hungarica (1999)
- Alföld-díj (2009)